# Robert Strobl (Politiker)
Robert Strobl (* 1. Februar 1933 in Kirchbichl; † 24. Jänner 2009 in Wiener Neustadt) war ein österreichischer Politiker (SPÖ) und Beamter der Österreichischen Bundesbahnen (ÖBB). Strobl war von 1986 bis 1996 Abgeordneter zum österreichischen Nationalrat. 
Strobl besuchte nach der Pflichtschule eine Handelsschule und war zwischen 1951 und 1993 Bediensteter der ÖBB. Zudem besuchte er zwischen 1957 und 1958 die Sozialakademie. 
Politisch war Strobl zwischen 1974 und 1983 als Gemeinderat in Wörgl aktiv und ab 1980 Mitglied des Landesparteivorstandes der SPÖ Tirol. 1985 wurde er zum Bezirksparteivorsitzender der SPÖ Kufstein gewählt und hatte von 1974 bis 1986 das Amt des Vizepräsidenten der Kammer für Arbeiter und Angestellte für Tirol inne. Zudem wirkte er von 1974 bis 1990 und war ab 1984 Zweiter Vorsitzender-Stellvertreter der Gewerkschaft der Eisenbahner Österreichs. Strobl war von 1964 bis 1973 auch Mitglied des Personalausschusses der Bundesbahndirektion Innsbruck und vertrat die SPÖ zwischen dem 1. Jänner 1986 und dem 14. Jänner 1996 als Abgeordneter im Nationalrat.

## Auszeichnung
- Viktor-Adler-Plakette (1994)
- Ehrenvorsitzenden im Bezirk Kufstein (1995)
- Verdienstkreuz des Landes Tirol